# Абакумов, Евгений Андреевич
Евге́ний Андре́евич Абаку́мов (укр. Євген Андрійович Абакумов; 8 мая 1932, Ястребиново, Одесская область — 19 мая 2012, Ястребиново, Николаевская область) — тракторист совхоза имени Тимирязева Вознесенского района Николаевской области. Герой Социалистического Труда (1966). Член Ревизионной комиссии КПУ (1971—1976). Член ЦК КПУ (1976—1981).

## Биография
Родился 8 мая 1932 года в крестьянской семье в селе Ястребинево. Окончил Новобугский техникум сельского хозяйства Николаевской области. Трудовую деятельность начал в 1947 году в совхозе имени Тимирязева Вознесенского района Николаевской области.
В 1952—1957 годах — служба в Военно-морском флоте СССР.
С 1957 по 1974 год — тракторист и с 1974 года — бригадир механизированной бригады совхоза имени Тимирязева села Ястребиново Вознесенского района.
В 1959 году вступил в КПСС. В 1966 году удостоен звания Героя Социалистического Труда за получение высоких урожаев зерновых культур.
После выхода на пенсию проживал в родном селе, где скончался 19 мая 2012 года.

## Награды
- Герой Социалистического Труда — указ Президиума Верховного Совета от 23 июня 1966 года
- Орден Ленина
- Орден Октябрьской Революции
- Орден Знак Почёта — дважды
- Медаль «За трудовую доблесть»